# روبرت لانغ (لاعب كرة قدم)
روبرت لانغ (26 أكتوبر 1886 بفيينا في النمسا - 14 نوفمبر 1941) هو مدرب كرة قدم ولاعب كرة قدم نمساوي في مركز الوسط. لعب مع أوستريا فيينا ونادي يوغوسلافيا.